# タカナ山
座標: 北緯15度07分57秒 西経92度06分31秒 / 北緯15.13250度 西経92.10861度

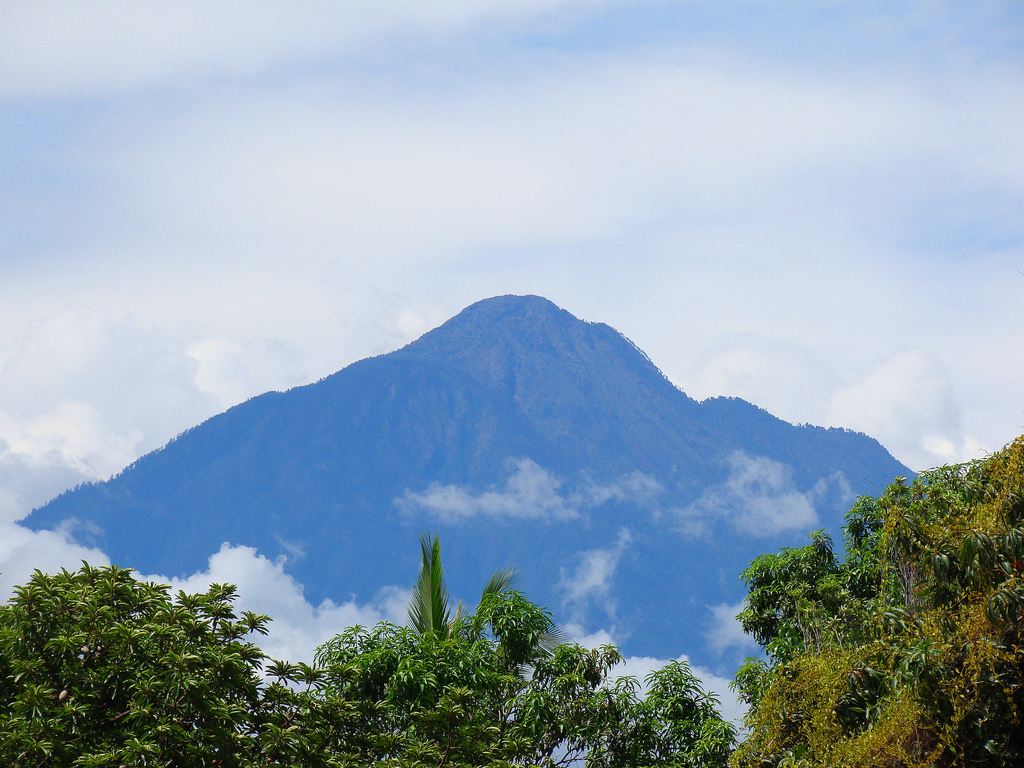
タカナ山

タカナ山（タカナさん、英語: Volcán Tacaná）は、メキシコ・チアパス州のソコヌスコ地方のタパチュラの北東約30km、グアテマラとの国境付近にある安山岩の活火山。成層火山である。標高4092メートル。中央アメリカの火山列に属し、中央アメリカで2番目の高峰である。

## 火山活動の歴史
タカナ山では有史以来複数の噴火活動の記録が残る。19世紀、1855年と1878年には大規模な割れ目噴火を起こしている。20世紀になってもたびたび火山ガスを噴出しており、1903年、1949年、1950年に活発な硫気活動を見せた。1980年から1981年にかけては付近で地震活動が活発化した。

## 生物圏保護区
タカナ山を中心としたタカナ火山生物圏保護区には常緑樹林、雲霧林およびマツ属、コナラ属、モミ属の森林などの多様な生態系があり、特にメキシコ国内で熱帯のパラモと竹の1属であるクスクェア属のChusquea martineziなどの竹林が共存する数少ない場所の1つである。一帯にはChiranthodendron pentadactylonおよび多くの種類のラン科およびパイナップル科の植物が生え、Cyllopsis属、Lymanopoda cinna、Dalla属などのチョウおよびアカエリクマタカが生息しており、2006年にユネスコの生物圏保護区に指定された。